# ティルマン郡 (オクラホマ州)
ティルマン郡（英: Tillman County）は、アメリカ合衆国オクラホマ州の南西部に位置する郡である。2010年国勢調査での人口は7,992人であり、2000年の9,287人から13.9%減少した。郡庁所在地はフレデリック市（人口3,940人）であり、同郡で人口最大の都市でもある。

## 歴史
ティルマン郡はオクラホマが州になった1907年に設立され、郡名はサウスカロライナ州選出のアメリカ合衆国上院議員ベンジャミン・ティルマンに因んで名付けられた。元はオクラホマ準州のコマンチ郡の一部だった。1910年と1924年にカイオワ郡の一部がティルマン郡北部に付加された。

## 地理
アメリカ合衆国国勢調査局に拠れば、郡域全面積は879平方マイル (2,277 km2)であり、このうち陸地872平方マイル (2,258 km2)、水域は7平方マイル (19 km2)で水域率は0.82%である。

### 隣接する郡
- カイオワ郡 - 北
- コマンチ郡 - 北東
- コットン郡 - 東
- ウィチタ郡 (テキサス州) - 南
- ウィルバーガー郡 (テキサス州) - 南西
- ジャクソン郡 - 北西

## 人口動態
以下は2000年の国勢調査による人口統計データである。
| 基礎データ - 人口: 9,287人 - 世帯数: 3,594 世帯 - 家族数: 2,487 家族 - 人口密度: 4人/km2（11人/mi2） - 住居数: 4,342軒 - 住居密度: 2軒/km2（5軒/mi2） 人種別人口構成 - 白人: 74.21% - アフリカン・アメリカン: 9.02% - ネイティブ・アメリカン: 2.68% - アジア人: 0.32% - 太平洋諸島系: 0.03% - その他の人種: 10.61% - 混血: 3.12% - ヒスパニック・ラテン系: 17.67% 年齢別人口構成 - 18歳未満: 26.7% - 18-24歳: 7.2% - 25-44歳: 24.0% - 45-64歳: 22.8% - 65歳以上: 19.3% - 年齢の中央値: 39歳 - 性比（女性100人あたり男性の人口） - 総人口: 96.1 - 18歳以上: 90.0 | 世帯と家族（対世帯数） - 18歳未満の子供がいる: 30.5% - 結婚・同居している夫婦: 55.1% - 未婚・離婚・死別女性が世帯主: 10.7% - 非家族世帯: 30.8% - 単身世帯: 28.8% - 65歳以上の老人1人暮らし: 16.8% - 平均構成人数 - 世帯: 2.48人 - 家族: 3.05人 収入と家計 - 収入の中央値 - 世帯: 24,828米ドル - 家族: 30,854米ドル - 性別 - 男性: 23,039米ドル - 女性: 18,724米ドル - 人口1人あたり収入: 14,270米ドル - 貧困線以下 - 対人口: 21.9% - 対家族数: 17.3% - 18歳未満: 30.2% - 65歳以上: 15.4% |

## 都市と町
| - チャタヌーガ - ダビッドソン | - フレデリック - 郡庁所在地 - グランドフィールド | - ホリスター - ラブランド | - マニトウ - ティプトン |